# Even niet hier
Even niet hier is een nummer en single van de Nederlandse zangeres en televisiepresentatrice Monique Smit en de Nederlandse zanger Tim Douwsma.

## Hitnoteringen
| Hitlijst       | Datum van binnenkomst | Hoogste positie | Aantal weken | Laatste notering |
| -------------- | --------------------- | --------------- | ------------ | ---------------- |
| Single Top 100 | 08-06-2013            | 76              | 1            | 08-06-2013       |